# Resolutie 956 Veiligheidsraad Verenigde Naties
Resolutie 956 van de Veiligheidsraad van de Verenigde Naties werd op 10 november 1994 met
unanimiteit van stemmen aangenomen.

## Achtergrond
Palau is een eilandengroep in de Grote Oceaan. Deze eilanden waren pas laat in de 19e eeuw gekoloniseerd door Spanje en niet veel later verkocht aan het Duitse Keizerrijk (zie ook Duitse koloniën). Nadat dat land de Eerste Wereldoorlog had verloren, werd Palau door de Volkenbond onder Japans mandaat geplaatst. Toen Japan op zijn beurt de Tweede Wereldoorlog verloor, kwamen de eilanden onder toezicht van de trustschapsraad van de pas opgerichte Verenigde Naties, met de Verenigde Staten als bestuurder. De bedoeling was dat Palau uiteindelijk op eigen benen zou komen te staan.

## Inhoud
De Veiligheidsraad herinnerde aan resolutie 21 (1947) die de
voorheen aan Japan gemandateerde eilanden onder beheer van de Trustschapsraad plaatste met de
Verenigde Staten als beheerder. Die moest zorgen voor de ontwikkeling van de plaatselijke bevolking tot zij
klaar waren voor onafhankelijkheid. Onderhandelingen daarvoor waren al in
1969 begonnen en nu uitgemond in een vrij associatiepact tussen Palau en de VS. De
bevolking van Palau was met die nieuwe status akkoord gegaan en wensen derhalve de status van Palau als
mandaatgebied te beëindigen. De Veiligheidsraad bepaalde dat, gezien de nieuwe status op 1 oktober was
ingegaan, de doelstellingen van de mandaatsovereenkomst waren bereikt en deze overeenkomst was afgelopen.

## Verwante resoluties
- Resolutie 21 Veiligheidsraad Verenigde Naties (1947)
- Resolutie 683 Veiligheidsraad Verenigde Naties (1990)
- Resolutie 963 Veiligheidsraad Verenigde Naties

Lijst ·  893 ·  894 ·  895 ·  896 ·  897 ·  898 ·  899 ·  900 ·  901 ·  902 ·  903 ·  904 ·  905 ·  906 ·  907 ·  908 ·  909 ·  910 ·  911 ·  912 ·  913 ·  914 ·  915 ·  916 ·  917 ·  918 ·  919 ·  920 ·  921 ·  922 ·  923 ·  924 ·  925 ·  926 ·  927 ·  928 ·  929 ·  930 ·  931 ·  932 ·  933 ·  934 ·  935 ·  936 ·  937 ·  938 ·  939 ·  940 ·  941 ·  942 ·  943 ·  944 ·  945 ·  946 ·  947 ·  948 ·  949 ·  950 ·  951 ·  952 ·  953 ·  954 ·  955 ·  956 ·  957 ·  958 ·  959 ·  960 ·  961 ·  962 ·  963 ·  964 ·  965 ·  966 ·  967 ·  968 ·  969